# Mefistófeles

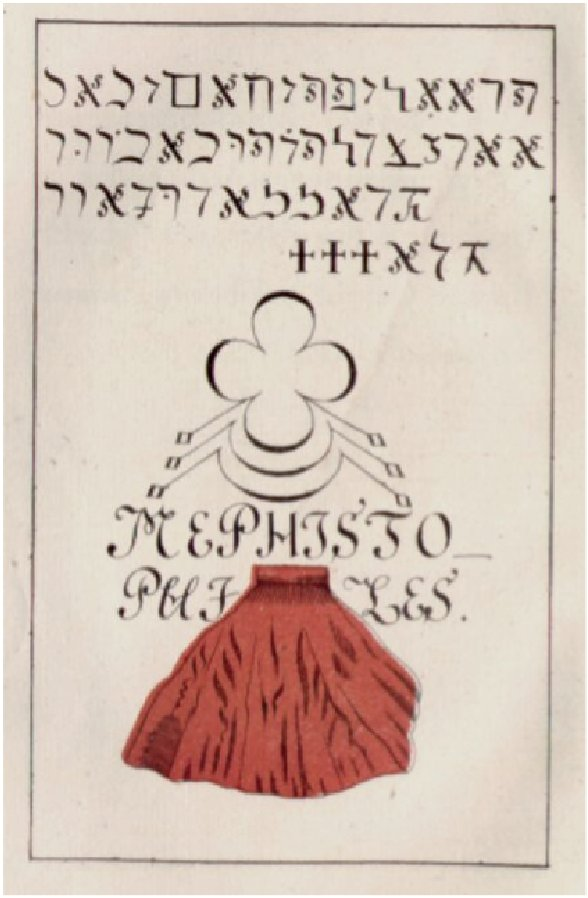
MEPHISTO_PHILES en el Praxis Magia Faustiana de 1527 o 1528, atribuido a Fausto.

Mefistófeles (también llamado Mefisto y otras variantes) es un demonio del folclore alemán. Mefistófeles es comúnmente considerado como un subordinado de Satanás encargado de capturar almas, o bien como un personaje tipo de Satanás mismo.
Durante el Renacimiento, era conocido por el nombre de Mefostófiles, forma de la cual se deriva una de sus posibles etimologías, según la cual el nombre procede de la combinación de la partícula negativa griega μὴ (no), φῶς (luz), φιλής (el que ama), o lo que es lo mismo: el que no ama la luz. Sin embargo, el significado de la palabra no se ha establecido por completo. Butler menciona que el nombre sugiere conjeturas en idiomas griego, persa o hebreo. Entre los nombres sugeridos, están Mefotofiles (enemigo de la luz), Mefaustofiles (enemigo de Fausto), o Mefiz-Tofel (destructor-mentiroso).
Extendido por el Romanticismo y universalizado por el Fausto, simboliza el proceso de pérdida de fe y concreción a lo práctico según un sistema moral propio de las sociedades avanzadas como consecuencia de la Revolución científica y la industrial.
Mefistófeles es presentado muchas veces como una figura tragicómica, atrapado entre su victoria al lograr que las grandes masas dejen de considerar a Dios el centro de todas las cosas, y su derrota al perder relevancia él también por el mismo motivo. En el aspecto gráfico, Mefistófeles ha sido mostrado como la representación más refinada del mal, siendo caracterizado con ropas fastuosas propias de la nobleza y con una mente fría, racional y con un alto nivel de lógica, la misma que utilizaría para atrapar mentalmente a las personas y hacer que siguiesen sus designios.

## Etimología
Los estudiosos tradicionales de la mitología germánica suelen utilizar la grafía "Mefistófeles", basada en una comprensión transliteral de la grafía del personaje del siglo XV.[cita requerida] La palabra puede derivar del hebreo מֵפִיץ (mêp̄îṣ) que significa "dispersor, disperso", y tophel, abreviatura de ט֫פֶל שֶׁ֫קֶר (tōp̄el šeqer) que significa "enlucido de mentiras". El nombre también puede ser una combinación de tres palabras griegas: μή (mḗ) como negación, φῶς (phō̃s) que significa "luz", y φιλις "philis" que significa "amante", lo que hace que signifique "no amante de la luz", posiblemente parodiando el latín "Lucifer" o "portador de luz".

## En la literatura
Mefistófeles es un personaje clave en todas las versiones de Fausto, siendo de estas la más popular la del escritor alemán Johann Wolfgang von Goethe. Sin embargo, ya en la obra de Christopher Marlowe, anterior al Fausto de Goethe e inspiración de este, aparece este personaje. Aquí conviene no olvidar que la célebre materialización teatral de Marlowe tiene como referente directo el Faustbuch, publicado en Fráncfort en 1587. En La trágica historia del doctor Fausto, Mefistófeles se le aparece al Dr. Fausto (un viejo científico cansado de la vida y frustrado por no llegar a poseer los conocimientos tan amplios que desearía tener) que decide entregarle su alma a cambio de alcanzar la cumbre de la sabiduría, ser rejuvenecido y obtener el amor de una bella doncella.
En diciembre de 1936, H.G. Wells publica "The New Faust", relato cinematográfico. Una revisión tanto del mito de Fausto como de un relato que él mismo publicó en 1896, "La historia del difunto señor Evelsham". En "El nuevo Fausto", el doctor McPhister (Mefisto) es un científico que propone al anciano y adinerado Evelsham "una transferencia de cerebro a cerebro" y poder vivir en un cuerpo más joven eternamente, ya que "cuando haya gastado su segundo cuerpo... entonces podría empezar de nuevo otra vez".

### En la música
El compositor de música clásica Franz Liszt, compositor húngaro romántico, compone los Vals de Mefisto, entre los años de 1859 a 1862, entre 1880 y 1881, en 1883 y en 1885.
En la ópera Arrigo Boito presenta en 1868 en La Scala de Milán su ópera Mefistofele. El estreno no es bien recibido y provoca desórdenes y peleas por su supuesto "wagnerismo"; después de dos representaciones, la policía interrumpe las funciones. Boito hace varias revisiones de la ópera y realiza cortes (la parte de Fausto, escrita para un barítono, es reescrita para tenor). La nueva versión, presentada en 1876 en el Teatro Comunal de Bolonia, es un gran éxito y a partir de entonces forma parte del repertorio más conocido de óperas y es presentado con frecuencia. El papel más famoso del tenor Beniamino Gigli (1890-1957) fue justamente el de Fausto de esta Mefistofele.
El grupo musical Enigma creó un tema llamado Dancing with Mephisto (Bailando con Mefisto) en el año 2006, en el que este personaje, a través del canto, busca tentar a su interlocutor diciéndole: «Sígueme, / ven y ve / la infinidad, la eternidad».
El grupo de power metal Kamelot posee una canción llamada «March Of Mephisto» («la marcha de Mefisto») en su disco The Black Halo. 
El grupo noruego de black metal Dimmu Borgir en su quinto álbum de estudio tiene una canción denominada «The Maelstrom Mephisto»
Sting también lo cita en «Wrapped Around Your Finger» para referirse a la oscura sabiduría del personaje de su canción (The Police: disco «Synchronicity», 1983):

Mephistopheles is not your name [Mefistófeles no es tu nombre] / but I know that you're up to just the same [pero sé que te propones lo mismo que él] / I will listen hard to your tuition [Escucharé atentamente tu enseñanza] / and you will see it come to it's fruition [y verás que da su fruto]

La canción cita también a personajes de la mitología griega, y su significado alude a la relación de posesión entre dos amantes, en la que la dirección de sometimiento más tarde se invierte.
Radiohead lo cita en su canción «Videotape» del álbum In Rainbows: «Mephistopheles is just beneath and he's reaching up to grab me» («Mephistopheles está debajo de mí y está estirándose para agarrarme»).
La banda sueca de death metal Arch Enemy tiene «Sinister Mephisto» en su segundo álbum Stigmata escrita por su líder Michael Amott.
Trans-Siberian Orchestra, en su álbum Beethoven's Last Night (ópera rock en la cual relata una historia ficticia de Ludwig van Beethoven), tiene dos canciones referentes a Mefistófeles: El tema 5 del álbum («Mephistopheles») y el tema 22 («Mephistopheles's Return»).
El personaje «Mr. MacPhisto» sería una versión presentada por Bono, el cantante de la banda U2, durante la gira «ZOO TV» a principios de los años 90.
La banda colombiana Los Petitfellas lo cita también en su canción Los verbos del álbum Formas Para Perderse o I.D.E.A.S: "te cante algunas canciones ebrio de Mefisto"
El grupo estadounidense One Republic también lo menciona en una estrofa de su sencillo Love Runs Out lanzado en 2014: "There's a maniac out in front of me. Got an angel on my shoulder, and Mephistopheles"
En el álbum "The Pale Emperor" del cantante Marilyn Manson, una de las canciones tiene el nombre "The Mephistopheles of Los Angeles" la cual hace referencias religiosas en la letra.
El grupo de metal portugués, Moonspell, también compuso un tema con el nombre de "Mephisto". Se trata de la novena canción del disco titulado "Irreligious" (1996).
El grupo de heavy metal sueco  Ghost, tiene una canción "Call Me Little Sunshine" del álbum  Impera donde se le menciona.
El grupo británico MUSE en el álbum "Absolution" tiene una canción "The Small Print" que es el punto de vista de Mephistofeles recordandole a Fausto sobre su condición en el contrato pactado y las consecuencias de este.
La banda de rock uruguaya Cuarteto de Nos, Lo menciona en una canción de nombre "Invisible" "Cuando nadie se fija en mí es cuando sé que existo, no soy Mefisto ni el Anticristo"

### En los videojuegos
Mefisto es uno de los demonios a los que hay que vencer en el juego Diablo II y en su expansión Diablo II: Lord of Destruction. En este juego se le conoce como Señor del odio que junto a sus dos hermanos (Baal, Señor de la destrucción, y Diablo, Señor del terror), conforman los llamados demonios mayores.
También se encuentra en el videojuego Neverwinter Nights: Hordes of the Underdark, como jefe final y llevando el nombre de Mefistófeles. En este juego (y en toda la cosmología de Dungeons & Dragons), Mefistófeles es señor indiscutible de Cania, el infierno helado de la octava capa de Baator, solo superado en poder por Asmodeus, señor de la novena capa y junto a ella de todos Los nueve infiernos de Baator. Mefistófeles intenta mediante sus engaños hacer caer al héroe en su trampa, intercambiando con él su lugar en el plano material por el del diablo en el infierno de Cania, donde reina bajo las órdenes de Asmodeus. Finalmente es derrotado mediante el ingenio/la fuerza y devuelto a su lugar de origen/puesto a las órdenes del héroe.
Además, es posible encontrarlo en Devil May Cry 4 como uno de los subdiablos alados. Es posible que aparezca en el Demon's Souls como enemigo o aliado dependiendo del color del alma del jugador. El nombre del personaje Mephiles The Dark, perteneciente al universo de Sonic The Hedgehog, está basado en Mefistófeles (Mefistófeles en inglés se escribe Mephistopheles)

### En los cómics
En el universo Marvel hay un villano con el mismo nombre (Mefisto). Es un demonio timador, tramposo y capaz de lo que sea para apoderarse de las almas, archienemigo principal de Ghost Rider (Johnny Blaze).
En el manga Saint Seiya: The Lost Canvas es una de las puntas de lanza del ejército del dios Hades: Youma de Mefistófeles, Estrella Celestial del Liderazgo. Su personalidad se basa en la conocida manipulación del demonio sumado a que su poder es gigantesco al punto de manipular el tiempo y el espacio.
En el manga Shaman King el personaje Fausto VIII, quien utiliza la necromancia, es descendiente del Fausto que pactó con Mefisto.
En el manga Ao no Exorcist aparece un misterioso personaje con el mismo nombre, que es el director de la Academia "Vera Cruz" (cruz verdadera). Casualmente, ese personaje es un demonio.
Es también uno de los personajes principales del webcómic Soul Cartel, en el que se reinterpreta la leyenda de Fausto 501 años después.
En los cómics Puppet Master de Action Lab Comics, en el que se enfrenta a las marionetas de André Toulon junto a Anapa.
En Digimon existen dos criaturas basadas en Mefistófeles, llamadas Mephismonque tiene apariencia de macho cabrío y Phelesmonque tiene una apariencia más similar a un diablo.

### Otras adaptaciones
«Mr. Mistoffelees», cuyo nombre también es una versión de Mefistófeles, es un personaje de El libro de los gatos habilidosos del viejo Possum de T.S. Eliot, el cual también aparece en Cats —adaptación musical del libro— de Andrew Lloyd Webber, siendo uno de los personajes principales. Se caracteriza por el engaño y el misterio, pero no de una manera negativa o siniestra. 
En Argentina existe el personaje «Mefisto Félez», interpretado por el actor Casper Uncal. Esta adaptación muestra una faceta contemporánea y en extremo capitalista de este demonio, cuya característica es el discurso irónico y mordaz.

## Interpretaciones

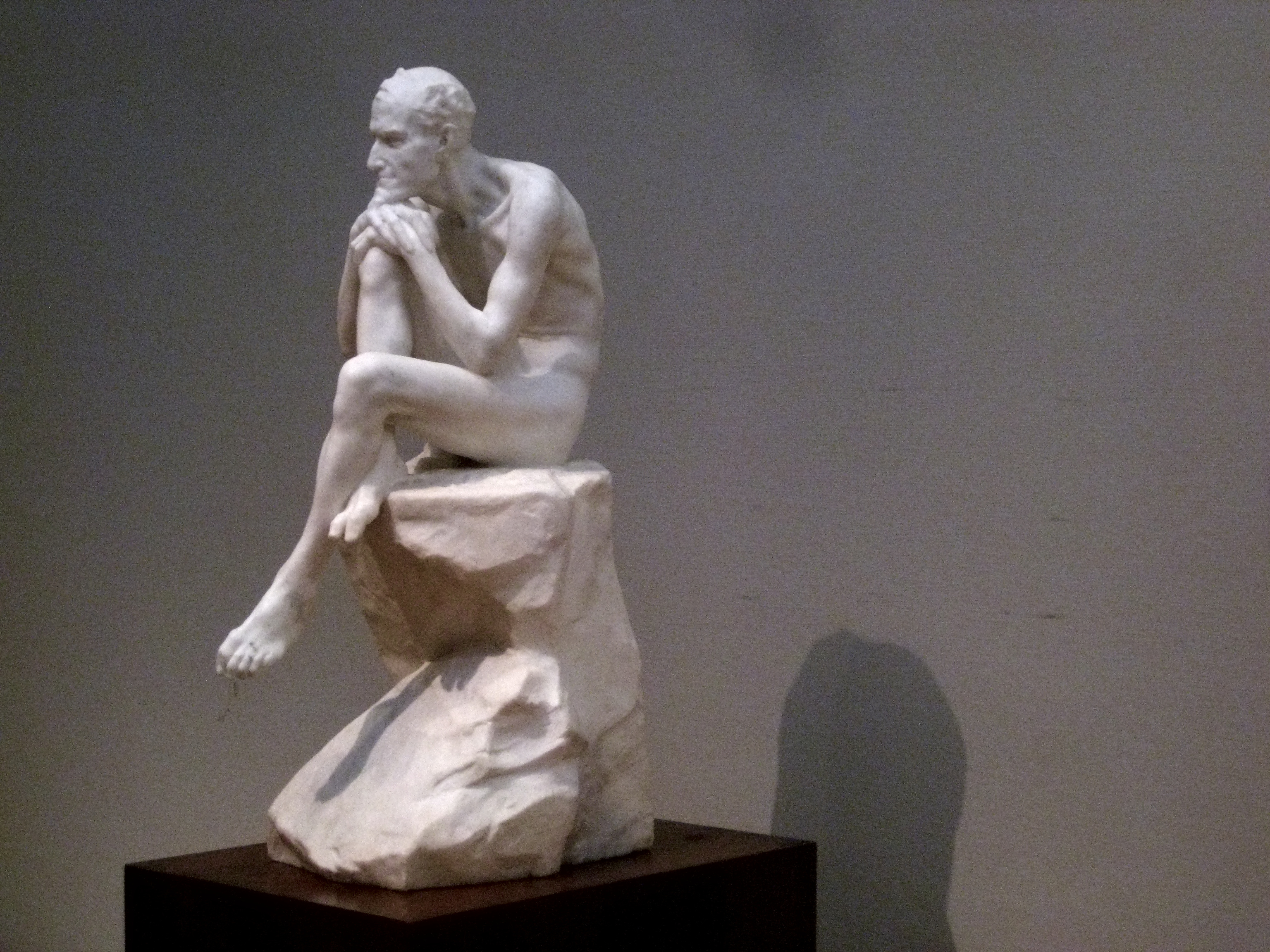
Mephistopheles por Mark Antokolsky, 1884

Aunque Mefistófeles se le aparece a Fausto como un demonio —un trabajador de Lucifer—, los críticos afirman que no busca hombres para corromperlos, sino que viene a servir y, en última instancia, a recoger las almas de los que ya están condenados. Farnham explica que "Mefistófilo tampoco se le aparece a Fausto como un demonio que camina por la tierra para tentar y corromper a cualquier hombre que encuentre. Aparece porque percibe en la invocación mágica de Fausto que éste ya está corrompido, que de hecho ya está 'en peligro de ser condenado'".
Mefistófeles ya está atrapado en su propio infierno al servir al Diablo. Advierte a Fausto de la elección que está haciendo al "vender su alma" al diablo: "Mefistófeles, un agente de Lucifer, aparece y al principio aconseja a Fausto que no renuncie a la promesa del cielo para perseguir sus objetivos". Farnham añade a su teoría: "...[Fausto] entra en un infierno privado siempre presente como el de Mefistófilo".